# Sumitomo Mitsui Banking Corporation
Sumitomo Mitsui Banking Corporation (яп. 株式会社三井住友銀行) — один з найбільших японських банків. Штаб-квартира розташовується в Токіо, Японія. Входить до складу груп Sumitomo Group і Mitsui.

## Історія
В 1876 заснований Mitsui Bank з капіталом ¥ 2 млн.
В 1895 створюється Sumitomo Bank.
В 1936 7 найбільших банків префектури Хьоґо об'єднані в Kobe Bank.
В 1943 в результаті об'єднання Mitsui Bank і Dai-Ichi Bank утворюється Teikoku Bank.
1944 — об'єднання Teikoku Bank і Jugo Bank.
1945 — Sumitomo Bank об'єднується з Hannan Bank і Ikeda Jitsugyo Bank.
В 1948 з Teikoku Bank виділяється новостворений Dai-Ichi Bank. Sumitomo Bank перейменовується в Osaka Bank. Teikoku Bank отримує лістинг на фондових біржах Токіо і Осаки.
В 1949 Osaka Bank виходить на Токійську і Осакську біржі.
В 1952 Osaka Bank знову перейменовується в Sumitomo Bank.
В 1954 Teikoku Bank перейменований в Mitsui Bank.
1965 — Sumitomo Bank об'єднується з Kawachi Bank. У 1968 році Mitsui Bank об'єднується з Toto Bank.
1973 — Kobe Bank і Taiyo Bank об'єднуються в Taiyo Kobe Bank.
1986 — Sumitomo Bank об'єднується з Heiwa Sogo Bank.
1989 — акції Sumitomo Bank отримують лістинг на Лондонській фондовій біржі.
В 1990 в результаті об'єднання Mitsui Bank і Taiyo Kobe Bank утворюється Mitsui Taiyo Kobe Bank, перейменований в 1992 в Sakura Bank.
1996 — створюється Wakashio Bank.
В 2001 Sakura Bank і Sumitomo Bank зливаються в Sumitomo Mitsui Banking Corporation (SMBC) (капітал ¥1276,7 млрд).
В 2003 Wakashio Bank входить до складу SMBC.
В 2008 SMBC за £ 500 млн набуває 2,1 % акцій Barclays.
В 2009 відкритий дочірній банк в Росії — Sumitomo Mitsui Rus Bank.

## Дочірні компанії
Sumitomo Mitsui Banking Corporation належить 127 дочірніх і 26 асоційованих компаній. До числа основних відносяться:
- Sakura Card Co., Ltd. — компанія, що випускає пластикові картки Sakura Card JCB для всієї групи компаній.
- At-Loan Co., Ltd. — спільне підприємство Sumitomo Mitsui Banking Corporation і Sanyo Shinpan Finance and Nippon Life Insurance, яке надає незабезпечені кредити фізичним особам.
- The Japan Net Bank, Ltd. — перший японський спеціалізований інтернет-банк. Створено в 2000 для здійснення операцій при покупках через Інтернет.
- SMBC Consulting Co., Ltd. — спеціалізується на наданні консалтингових послуг.
- Financial Link Company, Limited — створена в 2002 для оптимізації надання фінансових послуг корпоративним клієнтам.
- The Minato Bank, Ltd. — дочірній банк. Веде діяльність виключно в японській префектурі Хьоґо.
- Kansai Urban Banking Corporation — дочірній банк для обслуговування в Японії малого та середнього бізнесу.
- Japan Pension Navigator Co., Ltd. — надає комплексні консультаційні послуги щодо пенсійних послуг.